# Atletica leggera ai Giochi della XX Olimpiade - Maratona

Video della gara (film ufficiale dei Giochi)

Video della gara (telecronaca della rete ABC)

La maratona ha fatto parte del programma maschile di atletica leggera ai Giochi della XX Olimpiade. La competizione si è svolta il 10 settembre 1972 nella città di Monaco di Baviera, con arrivo nello Stadio olimpico.

## Presenze ed assenze dei campioni in carica
| Competizione      | Atleta         | Prestazione | Monaco 1972 |
| ----------------- | -------------- | ----------- | ----------- |
| Olimpiadi 1968    | Mamo Wolde     | 2h20'26”4   | Presente    |
| Commonwealth 1970 | Ron Hill       | 2h09'28”    | Presente    |
| Asiatici 1970     | Kenji Kimihara | 2h21'03”    | Presente    |
| Panamericani 1971 | Frank Shorter  | 2h22'40”    | Presente    |
| Europei 1971      | Karel Lismont  | 2h13'09”    | Presente    |

1. ↑  Sotto la bandiera della Gran Bretagna.

## Finale
Frank Shorter, statunitense nato proprio nella città bavarese, ha dimostrato il suo stato di forma nei 10 000, dove ha stabilito il record nazionale in batteria (quinto in finale). Sulla più lunga distanza non ha rivali e domina la gara con facilità. Vince con due minuti di distacco sul campione europeo Karel Lismont, mentre terzo giunge Mamo Wolde, campione olimpico uscente. 
Un sedicenne che ha voluto giocare un tiro al rigido servizio di sicurezza, è riuscito a sfuggire al controllo e si è presentato all'ingresso dello stadio pochi minuti prima di Shorter. Quando il pubblico si accorge che non c'entra niente con la gara, fa partire dei fischi di disapprovazione: proprio in quel momento entra nello stadio Shorter, che rimane stupito della non benevola accoglienza.
| Pos.    | Atleta                     | Nazione          | Tempo     |
| ------- | -------------------------- | ---------------- | --------- |
| Oro     | Frank Shorter              | Stati Uniti      | 2:12'19"8 |
| Argento | Karel Lismont              | Belgio           | 2:14'31"8 |
| Bronzo  | Mamo Wolde                 | Etiopia          | 2:15'08"4 |
| 4       | Kenneth Moore              | Stati Uniti      | 2:15'39"8 |
| 5       | Kenji Kimihara             | Giappone         | 2:16'27"0 |
| 6       | Ron Hill                   | Gran Bretagna    | 2:16'30"6 |
| 7       | Don Macgregor              | Gran Bretagna    | 2:16'34"4 |
| 8       | Jack Foster                | Nuova Zelanda    | 2:16'56"2 |
| 9       | Jack Bacheler              | Stati Uniti      | 2:17'38"2 |
| 10      | Lengissa Bedane            | Etiopia          | 2:18'36"8 |
| 11      | Seppo Nikkari              | Finlandia        | 2:18'49"4 |
| 12      | Akio Usami                 | Giappone         | 2:18'58"0 |
| 13      | Derek Clayton              | Australia        | 2:19'49"6 |
| 14      | Yury Velikorodnykh         | Unione Sovietica | 2:20'02"2 |
| 15      | Anatolijus Baranovas       | Unione Sovietica | 2:20'10"4 |
| 16      | Paul Angenvoorth           | Germania Ovest   | 2:20'19"0 |
| 17      | Richard Mabuza             | Swaziland        | 2:20'39"6 |
| 18      | Demissie Wolde             | Etiopia          | 2:20'44"0 |
| 19      | Reino Paukkonen            | Finlandia        | 2:21'06"4 |
| 20      | Colin Kirkham              | Gran Bretagna    | 2:21'54"8 |
| 21      | Antonio Brutti             | Italia           | 2:22'12"0 |
| 22      | Dave McKenzie              | Nuova Zelanda    | 2:22'19"2 |
| 23      | Dan McDaid                 | Irlanda          | 2:22'25"2 |
| 24      | Renato Martini             | Italia           | 2:22'41"4 |
| 25      | Eckhard Lesse              | Germania Est     | 2:22'49"6 |
| 26      | Jacinto Sabinal            | Messico          | 2:22'56"6 |
| 27      | Gyula Tóth                 | Ungheria         | 2:22'59"8 |
| 28      | Fernand Kolbeck            | Francia          | 2:23'01"2 |
| 29      | Hernán Barreneche          | Colombia         | 2:23'40"0 |
| 30      | Jørgen Jensen              | Danimarca        | 2:24'00"2 |
| 31      | Manfred Steffny            | Germania Ovest   | 2:24'25"4 |
| 32      | Lutz Philipp               | Germania Ovest   | 2:24'25"4 |
| 33      | Ferenc Szekeres            | Ungheria         | 2:25'17"6 |
| 34      | Terry Manners              | Nuova Zelanda    | 2:25'29"2 |
| 35      | Ihor Shcherbak             | Unione Sovietica | 2:25'37"4 |
| 36      | Yoshiaki Unetani           | Giappone         | 2:25'59"0 |
| 37      | Kim Chang-Son              | Corea del Nord   | 2:26'45"6 |
| 38      | Franco Demenego            | Italia           | 2:26'52'2 |
| 39      | Agustín Fernández          | Spagna           | 2:27'14"2 |
| 40      | Edward Stawiarz            | Polonia          | 2:28'12"4 |
| 41      | Armando Aldegalega         | Portogallo       | 2:28'24"6 |
| 42      | Des McGann                 | Irlanda          | 2:28'31"6 |
| 43      | Carlos Cuque               | Guatemala        | 2:28'37"0 |
| 44      | Alfons Sidler              | Svizzera         | 2:29'09"2 |
| 45      | Alfredo Peñaloza           | Messico          | 2:29'51"0 |
| 46      | Walter Van Renterghem      | Belgio           | 2:29'58"4 |
| 47      | Donie Walsh                | Irlanda          | 2:31'12"0 |
| 48      | Álvaro Mejía               | Colombia         | 2:31'56"4 |
| 49      | Ryu Man-Hyong              | Corea del Nord   | 2:32'29"4 |
| 50      | Carlos Pérez               | Spagna           | 2:33'22"6 |
| 51      | Rafael Tadeo               | Messico          | 2:35'48"4 |
| 52      | Víctor Mora                | Colombia         | 2:37'34"6 |
| 53      | Fernando Molina            | Argentina        | 2:38'18"6 |
| 54      | Julio Quevedo              | Guatemala        | 2:40'38"6 |
| 55      | Ramón Cabrera              | Argentina        | 2:42'37"2 |
| 56      | Matthews Kambale           | Malawi           | 2:45'50"0 |
| 57      | Hla Thein                  | Birmania         | 2:48'53"2 |
| 58      | Ricardo Condori            | Bolivia          | 2:56'11"4 |
| 59      | Fulgence Rwabu             | Uganda           | 2:57'04"4 |
| 60      | Bhakta Bahadur Sapkota     | Nepal            | 2:57'58"8 |
| 61      | Crispin Quispe             | Bolivia          | 3:07'22"8 |
| 62      | Maurice Charlotin          | Haiti            | 3:29'21"0 |
| -       | İsmail Akçay               | Turchia          | Rit.      |
| -       | Nazario Araújo             | Argentina        | Rit.      |
| -       | Jama Awil Aden             | Somalia          | Rit.      |
| -       | Jit Bahadur Khatri Chhetri | Nepal            | Rit.      |
| -       | Rodolfo Gómez              | Nicaragua        | Rit.      |
| -       | Richard Juma               | Kenya            | Rit.      |
| -       | Juvenal Rocha              | Bolivia          | Rit.      |
| -       | Gaston Roelants            | Belgio           | Rit.      |
| -       | Lucien Rosa                | Ceylon           | Rit.      |
| -       | Shag Musa Medani           | Sudan            | Rit.      |
| -       | Pekka Tiihonen             | Finlandia        | Rit.      |
| -       | Julius Wakachu             | Tanzania         | Rit.      |